# Cúp C2 châu Âu 1990-91
Cúp C2 châu Âu mùa giải 1990-91 là mùa giải thứ 31 của giải UEFA Cup Winners' Cup, khi đó câu lạc bộ bóng đá Manchester United lên ngôi vô địch lần đầu tiên sau khi vượt qua Barcelona với tỷ số 2-1 trong trận chung kết. Đây là vinh dự cho các câu lạc bộ Anh trong lần đầu tiên trở lại với các giải đấu bóng đá châu Âu sau lệnh cấm 5 năm do Thảm họa Heysel.

## Vòng sơ loại
| Đội 1          | TTS | Đội 2       | Lượt đi | Lượt về |
| -------------- | --- | ----------- | ------- | ------- |
| Bray Wanderers | 1–3 | Trabzonspor | 1–1     | 0–2     |

### Lượt đi
| Bray Wanderers | 1 – 1 | Trabzonspor |
| -------------- | ----- | ----------- |
| Nugent 51'     |       | Đukić 2'    |

### Lượt về
| Trabzonspor           | 2 – 0 | Bray Wanderers |
| --------------------- | ----- | -------------- |
| Đukić 48' · Aslan 62' |       |                |

## Vòng đầu tiên

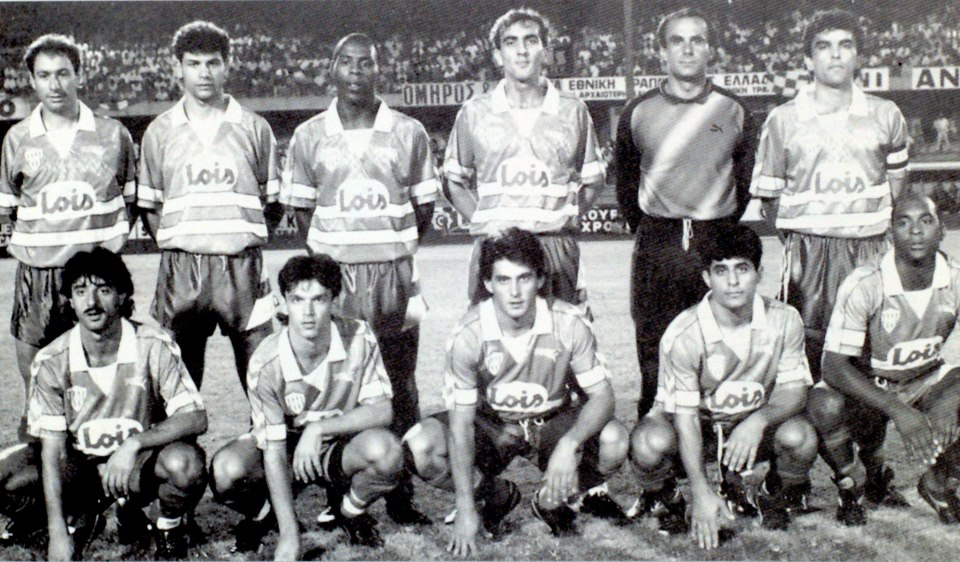
Nea Salamis Famagusta FC gặp Aberdeen F.C. trên Sân vận động Tsirion tại Limassol.

| Đội 1              | TTS         | Đội 2            | Lượt đi | Lượt về   |
| ------------------ | ----------- | ---------------- | ------- | --------- |
| Nea Salamis        | 0–5         | Aberdeen         | 0–2     | 0–3       |
| Legia Warszawa     | 6–0         | Swift Hesperange | 3–0     | 3–0       |
| Olympiacos         | 5–1         | KS Flamurtari    | 3–1     | 2–0       |
| Kaiserslautern     | 1–2         | Sampdoria        | 1–0     | 0–2       |
| Manchester United  | 3–0         | Pécsi Mecsek     | 2–0     | 1–0       |
| Wrexham            | 1–0         | Lyngby BK        | 0–0     | 1–0       |
| Montpellier        | 1–0         | PSV Eindhoven    | 1–0     | 0–0       |
| Glentoran          | 1–6         | Steaua Bucureşti | 1–1     | 0–5       |
| KuPS               | 2–6         | Dynamo Kyiv      | 2–2     | 0–4       |
| Sliema Wanderers   | 1–4         | Dukla Prague     | 1–2     | 0–2       |
| Fram Reykjavík     | 4–1         | Djurgårdens IF   | 3–0     | 1–1       |
| Trabzonspor        | 3–7         | Barcelona        | 1–0     | 2–7       |
| Viking FK          | 0–5         | Liège            | 0–2     | 0–3       |
| Estrela da Amadora | 2–2 (4–3p)† | Neuchâtel Xamax  | 1–1     | 1–1 (aet) |
| PSV Schwerin       | 0–2         | Austria Wien     | 0–2     | 0–0       |
| Sliven             | 1–8         | Juventus         | 0–2     | 1–6       |

† Đá lại sau trận hòa

### Lượt đi
| Nea Salamis | 0 – 2 | Aberdeen                 |
| ----------- | ----- | ------------------------ |
|             |       | Mason 62' · Gillhaus 81' |

| Legia Warszawa              | 3 – 0 | Swift Hesperange |
| --------------------------- | ----- | ---------------- |
| Kosecki 48', 79' · Pisz 90' |       |                  |

| Olympiacos                           | 3 – 1 | KS Flamurtari |
| ------------------------------------ | ----- | ------------- |
| Anastopoulos 8', 69' · Hantzidis 25' |       | Ziu 75'       |

| Kaiserslautern | 1 – 0 | Sampdoria |
| -------------- | ----- | --------- |
| Kuntz 75'      |       |           |

| Manchester United       | 2 – 0 | Pécsi Mecsek |
| ----------------------- | ----- | ------------ |
| Blackmore 9' · Webb 16' |       |              |

| Wrexham | 0 – 0 | Lyngby BK |
| ------- | ----- | --------- |
|         |       |           |

| Montpellier | 1 – 0 | PSV Eindhoven |
| ----------- | ----- | ------------- |
| Ziober 9'   |       |               |

| Glentoran   | 1 – 1 | Steaua Bucureşti |
| ----------- | ----- | ---------------- |
| Douglas 84' |       | Stan 47' (ph.đ.) |

| KuPS                      | 2 – 2 | Dynamo Kyiv             |
| ------------------------- | ----- | ----------------------- |
| Nyyssönen 38' · Gayle 89' |       | Salenko 11' · Yuran 65' |

| Sliema Wanderers | 1 – 2 | Dukla Prague             |
| ---------------- | ----- | ------------------------ |
| Walker 54'       |       | Rada 33' · Kostelník 87' |

| Fram Reykjavík                        | 3 – 0 | Djurgårdens IF |
| ------------------------------------- | ----- | -------------- |
| Ragnarsson 55', 57' · Arnthorsson 89' |       |                |

| Trabzonspor | 1 – 0 | Barcelona |
| ----------- | ----- | --------- |
| Aslan 67'   |       |           |

| Viking FK | 0 – 2 | Liège                  |
| --------- | ----- | ---------------------- |
|           |       | Boffin 15' · Ernes 82' |

| Estrela da Amadora | 1 – 1 | Neuchâtel Xamax |
| ------------------ | ----- | --------------- |
| Ricky 25'          |       | Sutter 57'      |

| PSV Schwerin | 1 – 1 | Austria Wien |
| ------------ | ----- | ------------ |
|              |       |              |

| Sliven | 0 – 2 | Juventus                           |
| ------ | ----- | ---------------------------------- |
|        |       | Schillaci 25' · Baggio 90' (ph.đ.) |

### Lượt về
| Aberdeen                                | 3 – 0 | Nea Salamis |
| --------------------------------------- | ----- | ----------- |
| Robertson 13' · Gillhaus 32' · Jess 67' |       |             |

| Swift Hesperange | 0 – 3 | Legia Warszawa                        |
| ---------------- | ----- | ------------------------------------- |
|                  |       | Jóźwiak 68' · Latka 82' · Kosecki 88' |

| KS Flamurtari | 0 – 2 | Olympiacos                          |
| ------------- | ----- | ----------------------------------- |
|               |       | Christodoulou 84' · Mitropoulos 87' |

| Sampdoria                       | 2 – 0 | Kaiserslautern |
| ------------------------------- | ----- | -------------- |
| Mancini 6' (ph.đ.) · Branca 74' |       |                |

| Pécsi Mecsek | 0 – 1 | Manchester United |
| ------------ | ----- | ----------------- |
|              |       | McClair 77'       |

| Lyngby BK | 0 – 1 | Wrexham       |
| --------- | ----- | ------------- |
|           |       | Armstrong 11' |

| PSV Eindhoven | 0 – 0 | Montpellier |
| ------------- | ----- | ----------- |
|               |       |             |

| Steaua Bucureşti                                   | 5 – 0 | Glentoran |
| -------------------------------------------------- | ----- | --------- |
| Stan 22' · Dumitrescu 37', 45' · Petrescu 78', 88' |       |           |

| Dynamo Kyiv                                    | 4 – 0 | KuPS |
| ---------------------------------------------- | ----- | ---- |
| Salenko 14' · Lytovchenko 25', 54' · Yuran 85' |       |      |

| Dukla Prague                    | 2 – 0 | Sliema Wanderers |
| ------------------------------- | ----- | ---------------- |
| Walker 47' (l.n.) · Záleský 67' |       |                  |

| Djurgårdens IF | 1 – 1 | Fram Reykjavík     |
| -------------- | ----- | ------------------ |
| Martinsson 83' |       | Ormslev 9' (ph.đ.) |

| Barcelona                                                                      | 7 – 2 | Trabzonspor            |
| ------------------------------------------------------------------------------ | ----- | ---------------------- |
| Begiristain 13' · Amor 29' · Koeman 33', 40', 75' (ph.đ.) · Stoichkov 44', 87' |       | Mandıralı 7' · Boz 68' |

| RFC Liège            | 3 – 0 | Viking FK |
| -------------------- | ----- | --------- |
| Boffin 22', 35', 88' |       |           |

| Neuchâtel Xamax | 1 – 1 (a.e.t.) 3–4 pen | Estrela da Amadora |
| --------------- | ---------------------- | ------------------ |
| Sutter 48'      |                        | Moreira 83'        |

| Austria Wien | 0 – 0 | PSV Schwerin |
| ------------ | ----- | ------------ |
|              |       |              |

| Juventus                                                                            | 6 – 1 | Sliven      |
| ----------------------------------------------------------------------------------- | ----- | ----------- |
| Baggio 15' (ph.đ.) 18' · Schillaci 25' · Corini 49' · Bonetti 53' · Júlio César 56' |       | Kelepov 84' |

## Vòng 2
| Đội 1             | TTS | Đội 2              | Lượt đi | Lượt về |
| ----------------- | --- | ------------------ | ------- | ------- |
| Aberdeen          | 0–1 | Legia Warszawa     | 0–0     | 0–1     |
| Olympiakos        | 1–4 | Sampdoria          | 0–1     | 1–3     |
| Manchester United | 5–0 | Wrexham            | 3–0     | 2–0     |
| Montpellier       | 8–0 | Steaua Bucureşti   | 5–0     | 3–0     |
| Dynamo Kyiv       | 3–2 | Dukla Praha        | 1–0     | 2–2     |
| Fram Reykjavík    | 1–5 | Barcelona          | 1–2     | 0–3     |
| Liège             | 2–1 | Estrela de Amadora | 2–0     | 0–1     |
| Austria Wien      | 0–8 | Juventus           | 0–4     | 0–4     |

### Lượt đi
| Aberdeen | 0 – 0 | Legia Warszawa |
| -------- | ----- | -------------- |
|          |       |                |

| Olympiakos | 0 – 1 | Sampdoria   |
| ---------- | ----- | ----------- |
|            |       | Katanec 53' |

| Manchester United                               | 3 – 0 | Wrexham |
| ----------------------------------------------- | ----- | ------- |
| McClair 40' · Bruce 42' (ph.đ.) · Pallister 59' |       |         |

| Montpellier                                                   | 5 – 0 | Steaua Bucureşti |
| ------------------------------------------------------------- | ----- | ---------------- |
| Ziober 26', 61' · Xuereb 52' · Blanc 55' (ph.đ.) · Castro 80' |       |                  |

| Dynamo Kyiv     | 1 – 0 | Dukla Praha |
| --------------- | ----- | ----------- |
| Lytovchenko 84' |       |             |

| Fram Reykjavík | 1 – 2 | Barcelona                    |
| -------------- | ----- | ---------------------------- |
| Daðason 60'    |       | Salinas 33' · Stoitchkov 87' |

| Liège                      | 2 – 0 | Estrela da Amadora |
| -------------------------- | ----- | ------------------ |
| Malbaša 7' · Milošević 86' |       |                    |

| Austria Wien | 0 – 4 | Juventus                                                |
| ------------ | ----- | ------------------------------------------------------- |
|              |       | Casiraghi 30', 45' · Baggio 48' · Schillaci 69' (ph.đ.) |

### Lượt về
| Legia Warszawa | 1 – 0 | Aberdeen |
| -------------- | ----- | -------- |
| Iwanicki 84'   |       |          |

| Sampdoria                      | 3 – 1 | Olympiakos      |
| ------------------------------ | ----- | --------------- |
| Lombardo 17' · Branca 28', 66' |       | Drakopoulos 62' |

| Wrexham | 0 – 2 | Manchester United      |
| ------- | ----- | ---------------------- |
|         |       | Robins 31' · Bruce 35' |

| Steaua Bucureşti | 0 – 3 | Montpellier                             |
| ---------------- | ----- | --------------------------------------- |
|                  |       | Colleter 52' · Garande 71' · Guérin 82' |

| Dukla Praha                 | 2 – 2 | Dynamo Kyiv   |
| --------------------------- | ----- | ------------- |
| Foldyna 51' · Bittengel 71' |       | Yuran 7', 60' |

| Barcelona                                   | 3 – 0 | Fram Reykjavík |
| ------------------------------------------- | ----- | -------------- |
| Eusebio 17' · Begiristain 34' · Pinilla 70' |       |                |

| Estrela da Amadora | 1 – 0 | Liège |
| ------------------ | ----- | ----- |
| Duílio 33'         |       |       |

| Juventus                                  | 4 – 0 | Austria Wien |
| ----------------------------------------- | ----- | ------------ |
| Alessio 3' · Baggio 25' (ph.đ.), 46', 52' |       |              |

## Vòng tứ kết
| Đội 1             | TTS | Đội 2       | Lượt đi | Lượt về |
| ----------------- | --- | ----------- | ------- | ------- |
| Legia Warsaw      | 3–2 | Sampdoria   | 1–0     | 2–2     |
| Manchester United | 3–1 | Montpellier | 1–1     | 2–0     |
| Dynamo Kyiv       | 3–4 | Barcelona   | 2–3     | 1–1     |
| Liège             | 1–6 | Juventus    | 1–3     | 0–3     |

### Lượt đi
| Legia Warsaw | 1 – 0 | Sampdoria |
| ------------ | ----- | --------- |
| Czykier 45'  |       |           |

| Manchester United | 1 – 1 | Montpellier      |
| ----------------- | ----- | ---------------- |
| McClair 1'        |       | Martin 8' (l.n.) |

| Dyamo Kyiv                       | 2 – 3 | Barcelona                                       |
| -------------------------------- | ----- | ----------------------------------------------- |
| Zaiats 33' · Salenko 81' (ph.đ.) |       | Bakero 5' · Urbano 45' · Stoitchkov 63' (ph.đ.) |

| Liège      | 1 – 3 | Juventus                                    |
| ---------- | ----- | ------------------------------------------- |
| Houben 83' |       | Marocchi 32' · Baggio 43' · Júlio César 48' |

### Lượt về
| Sampdoria                | 2 – 2 | Legia Warsaw       |
| ------------------------ | ----- | ------------------ |
| Mancini 67' · Vialli 89' |       | Kowalczyk 19', 54' |

| Montpellier | 0 – 2 | Manchester United                  |
| ----------- | ----- | ---------------------------------- |
|             |       | Blackmore 45+' · Bruce 49' (ph.đ.) |

| Barcelona | 1 – 1 | Dyamo Kyiv |
| --------- | ----- | ---------- |
| Amor 89'  |       | Yuran 62'  |

| Juventus                                      | 3 – 0 | Liège |
| --------------------------------------------- | ----- | ----- |
| Casiraghi 9' · Wégria 18' (l.n.) · Häßler 22' |       |       |

## Vòng bán kết
| Đội 1        | TTS | Đội 2             | Lượt đi | Lượt về |
| ------------ | --- | ----------------- | ------- | ------- |
| Legia Warsaw | 2–4 | Manchester United | 1–3     | 1–1     |
| Barcelona    | 3–2 | Juventus          | 3–1     | 0–1     |

### Lượt đi
| Legia Warsaw | 1 – 3 | Manchester United                    |
| ------------ | ----- | ------------------------------------ |
| Cyzio 37'    |       | McClair 38' · Hughes 54' · Bruce 67' |

| Barcelona                           | 3 – 1 | Juventus      |
| ----------------------------------- | ----- | ------------- |
| Stoichkov 55', 60' · Goikoetxea 75' |       | Casiraghi 12' |

### Lượt về
| Manchester United | 1 – 1 | Legia Warsaw  |
| ----------------- | ----- | ------------- |
| Sharpe 28'        |       | Kowalczyk 57' |

| Juventus   | 1 – 0  | Barcelona |
| ---------- | ------ | --------- |
| Baggio 60' | Report |           |

## Trận chung kết
| Manchester United | 2 – 1  | Barcelona  |
| ----------------- | ------ | ---------- |
| Hughes 67', 74'   | Report | Koeman 79' |

## Tốp ghi bàn
The top scorers from the 1990–91 European Cup Winners' Cup are as follows:
| Vị trí | Tên cầu thủ         | Đội bóng          | Số bàn thắng |
| ------ | ------------------- | ----------------- | ------------ |
| 1      | Roberto Baggio      | Juventus          | 9            |
| 2      | Hristo Stoichkov    | Barcelona         | 6            |
| 3      | Sergei Yuran        | Dynamo Kyiv       | 5            |
| 4      | Danny Boffin        | Liège             | 4            |
| 4      | Steve Bruce         | Manchester United | 4            |
| 4      | Pierluigi Casiraghi | Juventus          | 4            |
| 4      | Ronald Koeman       | Barcelona         | 4            |
| 4      | Brian McClair       | Manchester United | 4            |
| 9      | Marco Branca        | Sampdoria         | 3            |
| 9      | Mark Hughes         | Manchester United | 3            |
| 9      | Roman Kosecki       | Legia Warsaw      | 3            |
| 9      | Wojciech Kowalczyk  | Legia Warsaw      | 3            |
| 9      | Oleg Salenko        | Dynamo Kyiv       | 3            |
| 9      | Salvatore Schillaci | Juventus          | 3            |
| 9      | Jacek Ziober        | Montpellier       | 3            |